# شنيع
«شنيع» أو «أوتريجس» (بالإنجليزية: Outrageous) هي أغنية للمغنية الأمريكية بريتني سبيرز، من ألبومها الرابع في المنطقة. أصدرت تسجيلات جايف الأغنية كمنفردة في 13 يوليو، 2004 كآخر أغنية منفردة من في المنطقة.
كانت الأغنية مرشحة لتكون الأغنية المنفردة الثانية من الألبوم من بعد أغنية «مي أقينست ذا ميوزك», ولكن تم اختيار أغنية «توكسيك» بدلاً عنها. تم كتابة وإنتاج أغنية «شنيع» من قبل آر كيلي، وتم تسجيل الأغنية في مصنع شوكولاتة في شيكاغو. تتحدث الأغنية عن الترفيه والمادية، وهي أغنية ريذم أند بلوز مع تأثيرات من الهيب هوب. نالت الأغنية نقداً معتدلاً.
دخلت الأغنية سباقات اليابان والولايات المتحدة فقط، وكانت في المركز 79 في قائمة أغاني البيلبورد. أدت سبيرز الأغنية مرة واحدة في جولة فندق الأونيكس. 
الفيديو الخاص بالأغنية كان يصور في نيويورك بنفس السنة، بفكرة سبيرز ترقص في الشارع ولكن جرحت سبيرز ركبتها أثناء التصوير فتم إلغاء التصوير تلقائياً. في نفس الوقت تم إلغاء تتمة جولتها وتم إلغاء تواجد الأغنية في فيلم «كات وومان».